# Okręg wyborczy Wschód (Rodezja)
Okręg wyborczy Wschód powstał w 1903 r. Jak wskazuje nazwa - leżał we wschodniej Rodezji, przy granicy z portugalskim Mozambikiem. Wysyłał do Rady Ustawodawczej Rodezji Południowej jednego deputowanego. W 1924 r. wraz ze zmianą statusu Rodezji i wynikającym z niej zastąpieniem rady parlamentem liczbę posłów przypadających na okręg zwiększono do dwóch. Od 1928 r. okręg ponownie delegował jednego deputowanego. Po 1970 r. głosowali i kandydowali w nim biali. Został zlikwidowany w 1987, po zniesieniu Porozumienia w Lancaster House gwarantującego miejsca w parlamencie dla białych przez Izbę Zgromadzenia Zimbabwe.

## Radni, deputowani do Zgromadzenia Ustawodawczego Rodezji Południowej oraz Izby Zgromadzeń Rodezji z okręgu Wschód
- 1903 - 1905: John Meikkle
- 1905 - 1914: Francis Rudolph Mybourgh
- 1914 - 1920: Lionel Cripps
- 1920 - 1924: Ethel Jolie, Ruch na rzecz Samorządu
- 1924 - 1928: Charles Edward Gilfillan, bezpartyjny, od 1927 Partia Progresywna
- 1924–1938: John Louis Martin, bezpartyjny, od 1927 Partia Progresywna, od 1929 Partia Reform, od 1933 Partia Rodezji, od 1934 Partia Zjednoczona
- 1938–1946: Jacobus Petrus de Kock, Partia Zjednoczona
- 1946 - 1948: Audrey William Dunn, Partia Liberalna
- 1948 - ?: Tom Ian Wilson, Partia Zjednoczona
- 1962 - 1974: Alan James McLeod, Front Rodezyjski
- 1974 - 1977: John Hamilton Wright, Front Rodezyjski, od 1977 Partia Akcji Rodezji
- 1977 - 1979: Andre Dallein Wassennaar, Front Rodezyjski
- 1979 - 1987: Desmond Butler, Front Rodezyjski, od 1981 Front Republikański, od 1985 Konserwatywny Sojusz Zimbabwe